# Odenwaldkreis
Odenwaldkreis là một huyện (Kreis) ở phía nam của Hessen, Đức. Nó thuộc vùng hành chính Darmstadt, với số dân ít hơn 100.000, nó là huyện ít dân cư nhất trong bang Hessen. Các huyện giáp ranh là Darmstadt-Dieburg, Miltenberg, 
Neckar-Odenwald-Kreis, Rhein-Neckar-Kreis và Bergstraße (huyện). Odenwaldkreis thuộc Vùng Đô thị Rhein Neckar.

## Lịch sử
Năm 1822, huyện được lập với tên Erbach, chia thành hai đơn vị cấp dưới Bezirke Breuberg và Erbach. Lần cải cách cuối cùng của huyện tiến hành vào năm 1972, khi vài đô thị từ các huyện Dieburg và Bergstraße được bổ sung vào huyện này và huyện cũng đổi tên, lấy cái tên được dùng bây giờ.

## Thị xã và đô thị
| Thị xã                                                          | Đô thị |
| --------------------------------------------------------------- | --- |
| 1. Bad König 2. Beerfelden 3. Breuberg 4. Erbach 5. Michelstadt | 1. Brensbach 2. Brombachtal 3. Fränkisch-Crumbach 4. Hesseneck 5. Höchst im Odenwald 6. Lützelbach 7. Mossautal 8. Rothenberg 9. Reichelsheim 10. Sensbachtal |